# 鹽埕區長
《鹽埕區長》，是1964年發行的一首臺灣戰後時期的臺語流行歌曲及民謠，旋律又名「牛馬調」、「萬枝調」，又稱為「高雄民謠」。由楊東敏作詞、郭萬枝（明峰）作曲，天使唱片廠發行，演唱人為麗美。
「鹽埕區長」分為上、下兩篇各13段，內容隱喻男歡女愛之事，成為當時火紅的歪歌代表作，也因此成為該年代著名的台語歌曲之一。但是因為影射內容過分露骨、涉及情色而遭到警政當局查禁。事實上旋律與日治時期的〈業佃行進曲〉（郭明峰作曲）相同，唱片上將作曲人寫為郭萬枝，可能是因為這首歌的旋律出自高雄政壇名人郭萬枝在風月場所歡唱的曲調，因而得名。

## 連結
- YouTube上的麗美 - 鹽埕區長(上篇)
- YouTube上的麗美 - 鹽埕區長(下篇)